# Chuck Berghofer
Charles Curtis 'Chuck' Berghofer (Denver, 14 juni 1937) is een Amerikaanse jazz- en studiomuzikant die contrabas speelt. Hij speelde de bas-intro op "These Boots Are Made for Walkin'" van Nancy Sinatra.
'

## Biografie
Berghofer speelde aanvankelijk trompet en tuba, maar stapte over op contrabas toen hij achttien was. Sinds 1945 woont hij in Los Angeles, waar hij mt Bobby Troup/Herb Ellis (1958) speelde en in 1960 deel uitmaakte van de band van Shelly Manne. Hij speelde ook met Russ Freeman, Conte Candoli, Art Pepper en talrijke andere musici van de West Coast Jazz. Sinds de jaren 60 was hij voornamelijk actief als studiomuzikant voor film- en tv-muziek. Hij werkte tevens mee aan opnames van Bill Berry, Frank Capp/Nat Pierce, Bob Cooper, Quincy Jones, Zoot Sims, Rosemary Clooney, Stacy Rowles, Diane Schuur en Mel Tormé. Toen Frank Zappa in 1967 de orkestdelen van Lumpy Gravy opnam, behoorde Berghofer tot het Abnuceals Emuukha Electric Symphony Orchestra. In 1972 speelde hij mee op Van Dyke Park's Discover America. Hij is verantwoordelijk voor de bas-intro van Nancy Sinatra's "These Boots Are Made for Walkin'“. In 2010 nam hij met Terry Trotter en Peter Erskine het album Live @ Charlie O's op en in 2011 met Jan Lundgren en Joe LaBarbera de plaat Thanks for the Memory (met filmmuziek van Ralph Rainger).
Berghofer speelde mee op opnames van onder meer Herb Ellis, Nancy Wilson, Howard Roberts, Henry Mancini, Ella Fitzgerald, Beach Boys (het album "Pet Sounds"), Lee Hazlewood, Elvis Presley (tv-special in 1968), Sarah Vaughan, Ry Cooder (het album "Jazz"), de Carpenters, Frank Sinatra ("Duets II") en Rosemary Clooney.

## Bron
- Leonard Feather und Ira Gitler, The Biographical Encyclopedia of Jazz. Oxford University Press: Oxford/New York 1999; ISBN 978-0-19-532000-8